# Zunyi Xinzhou Airport
Zunyi Xinzhou Airport (kinesiska: 遵义新舟机场) är en flygplats i Kina. Den ligger i provinsen Guizhou, i den sydvästra delen av landet, omkring 110 kilometer norr om provinshuvudstaden Guiyang.
Runt Zunyi Xinzhou Airport är det tätbefolkat, med 257 invånare per kvadratkilometer. Närmaste större samhälle är Zunyi, 13,9 km nordväst om Zunyi Xinzhou Airport. Trakten runt Zunyi Xinzhou Airport består till största delen av jordbruksmark.
Genomsnittlig årsnederbörd är 1 317 millimeter. Den regnigaste månaden är maj, med i genomsnitt 251 mm nederbörd, och den torraste är januari, med 21 mm nederbörd.